# Stanislav Lunin
Stanislav Olegovich Lunin (in kazako Станислав Олегович Лунин?; Öskemen, 2 maggio 1993 – 2 giugno 2021) è stato un calciatore kazako, di ruolo difensore.
Era ancora in attività quando morì improvvisamente nel giugno del 2021, a soli 28 anni, per attacco cardiaco.

## Carriera

### Nazionale
Il 3 giugno 2011 ha esordito in Nazionale Under-21 disputando la partita di qualificazione agli Europei 2013 pareggiata per 0-0 in casa della Romania.
Ha esordito con la Nazionale maggiore il 7 giugno 2014 nell'amichevole Ungheria-Kazakistan (3-0).